# Hembach (Kürten)
Hembach ist ein Wohnplatz in der Gemeinde Kürten im Rheinisch-Bergischen Kreis.

## Lage und Beschreibung
Der Ort liegt abseits überörtlicher Straßen im Olpebachtal in der Nähe von Dörpe. Beim Ort befindet sich das Naturschutzgebiet Olpebachtal (GL-016).

## Geschichte
Hembach wurde erstmals um das Jahr 1470 als Groiß ind cleyn Haembach (= Groß- und Kleinhaembach) urkundlich erwähnt. Der Appellativ im Ortsnamen geht wie unschwer erkennbar auf einen Bach zurück, das Bestimmungswort wurde laut Leithäuser aus ham („Beuge“, „Winkel“) gebildet. Wahrscheinlicher ist aber eine Ableitung von „Hain“, „Hagen“.
Der Ort ist auf der Topographischen Aufnahme der Rheinlande von 1824 und auf der Preußischen Uraufnahme von 1840 als Hembach verzeichnet. Ab der Preußischen Neuaufnahme von 1892 ist er auf Messtischblättern regelmäßig als Hembach verzeichnet.
1822 lebten zwölf Menschen im als Haus kategorisierten und Hembach bezeichneten Ort. Zu dieser Zeit gehörte der Ort zur Gemeinde Olpe. 1830 hatte der Ort zwölf Einwohner. Der 1845 laut der Uebersicht des Regierungs-Bezirks Cöln als Hof kategorisierte Ort besaß zu dieser Zeit ein Wohnhaus. Zu dieser Zeit lebten zehn Einwohner im Ort, davon alle katholischenBekenntnisses. Die Gemeinde- und Gutbezirksstatistik der Rheinprovinz führt Hembach 1871 mit vier Wohnhäusern und 29 Einwohnern auf. Im Gemeindelexikon für die Provinz Rheinland von 1888 werden drei Wohnhäuser mit 15 Einwohnern angegeben. 1895 hatte der Ort vier Wohnhäuser und 27 Einwohner. 1905 besaß der Ort drei Wohnhäuser und 26 Einwohner und gehörte konfessionell zum katholischen Kirchspiel Olpe.
1927 wurden die Bürgermeisterei Olpe in das Amt Olpe überführt. In der Weimarer Republik wurden 1929 die Ämter Kürten mit den Gemeinden Kürten und Bechen und Olpe mit den Gemeinden Olpe und Wipperfeld zum Amt Kürten zusammengelegt. Der Kreis Wipperfürth ging am 1. Oktober 1932 in den Rheinisch-Bergischen Kreis mit Sitz in Bergisch Gladbach auf.
1975 entstand aufgrund des Köln-Gesetzes die heutige Gemeinde Kürten, zu der neben den Ämtern Kürten, Bechen und Olpe ein Teilgebiet der Stadt Bensberg mit Dürscheid und den umliegenden Gebieten kam.
Im Jahre 2021 hat der Ort vier Wohnhäuser mit 18 Einwohnern.